# Liste der Kulturdenkmäler in Katzenelnbogen
In der Liste der Kulturdenkmäler in Katzenelnbogen sind alle Kulturdenkmäler der rheinland-pfälzischen Stadt Katzenelnbogen aufgeführt. Grundlage ist die Denkmalliste des Landes Rheinland-Pfalz (Stand: 8. Dezember 2023).

## Denkmalzonen
| Bezeichnung           | Lage | Baujahr                 | Beschreibung | Bild |
| --------------------- | --- | ----------------------- | --- | ---- |
| Denkmalzone Stadtkern | Römerberg 3–19 (ungerade Nummern), 6 und 8, Obertalstraße 1–19 (ungerade Nummern) und 2, Untertalstraße 37 Lage | 17. und 18. Jahrhundert | charakteristische Bauten, überwiegend des 17. und 18. Jahrhunderts, für die besser erhaltene nördliche Hälfte des ehemaligen Burgfleckens | BW   |

## Einzeldenkmäler
| Bezeichnung                        | Lage                   | Baujahr                  | Beschreibung | Bild                           |
| ---------------------------------- | ---------------------- | ------------------------ | --- | ------------------------------ |
| Villa                              | Aarstraße 17 Lage      | um 1910                  | eingeschossige, zweiflügelige Villa, Reformarchitektur, um 1910 | BW                             |
| Amtsgericht                        | Aarstraße 20 Lage      | 1880                     | ehemaliges Amtsgericht; spätklassizistischer Bau mit turmartigen Eckbauten, 1880                                                                                             | Fotos hochladen                |
| Forstamt                           | Bahnhofstraße 25 Lage  | 1903/04                  | eingeschossiger Putzbau, teilweise mit Zierfachwerk, bezeichnet 1903/04, eingeschossiges Nebengebäude                                                                        | BW                             |
| Kriegerdenkmal                     | Einrichstraße Lage     | 20. Jahrhundert          | Kriegerdenkmal für die Opfer des Ersten Weltkriegs, die Bronzetafeln nach dem Zweiten Weltkrieg angebracht                                                                   | Fotos hochladen                |
| Wohnhaus                           | Einrichstraße 6 Lage   | 18. Jahrhundert          | Wohnhaus, im Kern wohl aus dem 18. Jahrhundert, in der ersten Hälfte des 19. Jahrhunderts verändert                                                                          | BW                             |
| Bertramsche Villa                  | Lahnstraße 14 Lage     |                          | Villa, teilweise mit Zierfachwerk | BW                             |
| Wohnhaus                           | Obertalstraße 2 Lage   | 18. Jahrhundert          | Fachwerkhaus, teilweise massiv, 18. Jahrhundert | Fotos hochladen                |
| Wohnhaus                           | Obertalstraße 11 Lage  | 1685                     | Fachwerkhaus, teilweise massiv, bezeichnet 1685 | Fotos hochladen                |
| Wohnhaus                           | Obertalstraße 13 Lage  | 18. Jahrhundert          | Fachwerkhaus, teilweise massiv und verschiefert, 18. Jahrhundert | Fotos hochladen                |
| Wohnhaus                           | Obertalstraße 15 Lage  |                          | Wohnhaus, verputzt, Torfahrt | BW                             |
| Wohnhaus                           | Obertalstraße 19 Lage  | 17. oder 18. Jahrhundert | Wohnhaus, teilweise mit Zierfachwerk, 17. oder 18. Jahrhundert | Fotos hochladen                |
| Katholische Pfarrkirche St. Petrus | Obertalstraße 23 Lage  | 1875                     | Saalbau, 1875, bauzeitliche Ausmalung | weitere Bilder Fotos hochladen |
| Wohnhaus                           | Römerberg 3 Lage       | 18. Jahrhundert          | kleines Fachwerkhaus, 18. Jahrhundert | Fotos hochladen                |
| Wohnhaus                           | Römerberg 6 Lage       | 17. oder 18. Jahrhundert | Fachwerkhaus, verputzt, wohl aus dem 17. oder 18. Jahrhundert | BW                             |
| Burg Katzenelnbogen                | Römerberg 10 Lage      | 1584                     | wohl spätgotischer Torturm und geringe mittelalterliche Mauerreste; barockes Rundbogenportal; dreigeschossiger Wohnbau, teilweise Fachwerk, im Kern von 1584, 1779 überformt | weitere Bilder Fotos hochladen |
| Stadthalle                         | Römerberg 12 Lage      | um 1920/30               | ehemalige Schule; langgestreckter Putzbau, um 1920/30 | Fotos hochladen                |
| Wohnhaus                           | Römerberg 15 Lage      | 18. Jahrhundert          | Fachwerkhaus, 18. Jahrhundert; wichtige straßenräumliche Funktion | BW                             |
| Wohnhaus                           | Römerberg 19 Lage      | 17. oder 18. Jahrhundert | Fachwerkhaus, verputzt und verschiefert, wohl aus dem 17. oder 18. Jahrhundert                                                                                               | weitere Bilder Fotos hochladen |
| Wohnhaus                           | Stiftstraße 5 Lage     | um 1800                  | Fachwerkhaus, verputzt und verschiefert, wohl um 1800 | BW                             |
| Wohnhaus                           | Untertalstraße 8 Lage  | 17. oder 18. Jahrhundert | verputztes Fachwerkhaus, wohl aus dem 17. oder 18. Jahrhundert | BW                             |
| Wohnhaus                           | Untertalstraße 19 Lage | 1604                     | Fachwerkhaus, teilweise verputzt, bezeichnet 1604 | Fotos hochladen                |